# Hårdmetall
Hårdmetall är en keramförstärkt-metallmatriskomposit och är ett mycket hårt material, vars huvudsakliga användningsområden är till verktyg, exempelvis för skärande bearbetning, borrkronor eller slitgods. 

## Historik
Hårdmetall utvecklades som ett slitstarkt alternativ till diamant, och patenterades först i Tyskland år 1923.
En av pionjärerna var dr Hans Wolff som i Teknisk Tidskrift nr 52 1941 berättar följande om hårdmetalltillverkningens utveckling: 
| ”       | Efter världskriget 1914-18 hade man i Tyskland svårt att skaffa erfoderliga diamanter, varför trådindustrin var tvungen att se sig om efter någon lämplig ersättning härför. Genom Voigtländers och Lohmanns patent var det redan känt, att rena och legerade smälta karbider av tunga metaller i många fall kunde användas för framställning av vissa specialverktyg, men användningsmöjligheterna voro begränsade genom materialets sprödhet. Volframkarbiden var redan då känd som den hårdaste av alla karbider, och det var därför ej underligt, att volframtrådsindustrin kom att intressera sig för denna förening. Det var nära, att man hade givit upp alla vidare försök att på detta område, då en man kom på en idé, som löste svårigheten. Det var en laboratoriearbetare vid namn Mathieu, tidigare skomakare till yrket och f.ö. en mångfrestare med synnerligen spekulativ läggning. Han blandade in järnpulver i volframkarbidpulvret - och därmed var vägen anvisad för fortsatt utveckling. | „ |
| – källa | |   |

## Beståndsdelar
Hårdmetall består vanligen av volframkarbid (~90 wt%) som hårdämne, kobolt (~10 wt%) som bindemetall och PEG som bindemedel för grönkroppen. Beroende på tillämpningsområde för slutprodukten kan vissa små tillsatser av andra karbider och metaller göras, exempelvis:
- kromkarbid
- niobkarbid
- tantalkarbid
- titankarbid
- vanadinkarbid

Tantal- och niobkarbid ökar värmebeständigheten.

## Tillverkning
Tillverkningen av hårdmetall sker vanligen pulvermetallurgiskt. De ingående beståndsdelarna sammanmales och blandas till ett pulver, vilket pressas till en grönkropp och sintras i vakuum till önskad geometri. Därefter kan ämnet behöva viss efterbearbetning, och i vissa fall en ytbeläggning.